# Emanuele Sanna
Emanuele Sanna (Samugheo, 9 marzo 1943 – Cagliari, 1º ottobre 2012) è stato un politico italiano eletto alla Camera dei deputati nelle file dell'Ulivo-Partito Democratico e presidente del Consiglio regionale della Sardegna di cui fu più volte assessore regionale.

## Biografia
Di professione pediatra, è stato assessore regionale alla Sanità, contribuendo allo sviluppo dell'Ospedale Brotzu di Cagliari. Dal 1984 al 1989 è stato presidente del Consiglio Regionale nella giunta guidata da Mario Melis.
Alle politiche del 2006 è deputato nella maggioranza di centro sinistra.
Sanna è stato anche sindaco del suo paese natale, Samugheo.
Colpito da malore il 29 settembre, muore a Cagliari due giorni dopo all'età di 69 anni.